# Sender Heringsdorf
Der Sender Heringsdorf ist eine Sendeanlage der Deutschen Funkturm für UKW-Rundfunk in Heringsdorf auf Usedom.
Der Standort diente zuvor als Mittelwellen-Kleinsender und verbreitete das Programm Radio DDR I bzw. die Ferienwelle auf der Frequenz 1584 kHz mit einer Leistung von 1 kW. Nach der Wende wurde der Mast abgerissen und ein neuer freistehender Rohrmast am selben Standort errichtet.

## Frequenzen und Programme

### Analoger Hörfunk (UKW)
| Frequenz (MHz) | Programm               | RDS PS            | RDS PI                | Regionalisierung       | ERP (kW) | Antennendiagramm rund (ND)/gerichtet (D) | Polarisation horizontal (H)/vertikal (V) |
| -------------- | ---------------------- | ----------------- | --------------------- | ---------------------- | -------- | ---------------------------------------- | ---------------------------------------- |
| 97,6           | NDR 1 Radio MV         | NDR1_HGW NDR_1_MV | D671 (regional), D371 | Greifswald             | 1        | N                                        | H                                        |
| 94,0           | NDR 2                  | _NDR_2__ NDR_2_MV | D382, D782            | Mecklenburg-Vorpommern | 1        | N                                        | H                                        |
| 102,7          | NDR Kultur             | NDR_Kult          | D383                  | –                      | 1        | N                                        | H                                        |
| 100,5          | NDR Info               | NDR_Info          | D384                  | –                      | 1        | N                                        | H                                        |
| 92,3           | N-Joy                  | _N-JOY__ VOM_NDR_ | D385                  | –                      | 1        | N                                        | H                                        |
| 98,4           | Deutschlandfunk        | __Dlf___          | D210                  | −                      | 0,5      | D (170–290°)                             | H                                        |
| 107,1          | Deutschlandfunk Kultur | Dlf_Kult          | D220                  | –                      | 0,5      | D (170–290°)                             | H                                        |
| 105,4          | 80s80s MV              | _80s80s_          | D378                  | Ost                    | 2,5      | N                                        | H                                        |
| 103,3          | Ostseewelle            | _OSTSEE_          | D379                  | Ost                    | 2        | N                                        | H                                        |

### Digitales Fernsehen (DVB-T2)
Am 8. November 2017 wurde der Regelbetrieb von DVB-T2 HD am Sender Heringsdorf aufgenommen. Es werden nur die öffentlich-rechtlichen Programme verbreitet. Die DVB-T2 HD-Ausstrahlung erfolgt im HEVC-Videokodierverfahren und in Full-HD-Auflösung. Sie ist im Gleichwellenbetrieb (Single Frequency Network) mit anderen Standorten.
| Kanal | Frequenz (MHz) | Multiplex                                   | Programme im Multiplex | ERP (kW) | Antennendiagramm rund (ND)/ gerichtet (D) | Polarisation horizontal (H) / vertikal (V) | Modulationsverfahren | FEC | Guardintervall | Bitrate (MBit/s) | Gleichwellennetz (SFN)                                                      |
| ----- | -------------- | ------------------------------------------- | --- | -------- | ----------------------------------------- | ------------------------------------------ | -------------------- | --- | -------------- | ---------------- | --------------------------------------------------------------------------- |
| 36    | 594            | ARD Digital                                 | - Das Erste HD - phoenix HD - arte HD - tagesschau24 HD - one HD Radio: - NDR Blue - NDR Info Spezial - NDR Kultur - NDR Schlager | 3,2      | D                                         | V                                          | 64-QAM (16-k-Modus)  | 1/2 | 19/128         | 18,2             | Heringsdorf(Usedom), Rostock-Toitenwinkel, Schwerin-Zippendorf, Garz(Rügen) |
| 46    | 674            | Gemischter Multiplex von ZDF und freenet TV | - ZDF HD - 3sat HD - KiKa HD - ZDFneo HD - ZDFinfo HD - freenet TV connect (HbbTV-Dienst mit mehreren Streams) | 4        | D                                         | V                                          | 64-QAM (16-k-Modus)  | 3/5 | 19/128         | 22               | Heringsdorf(Usedom), Rostock-Toitenwinkel, Schwerin-Zippendorf, Garz(Rügen) |
| 29    | 538            | ARD regional (NDR)                          | - NDR Fernsehen HD (Mecklenburg-Vorpommern) - WDR Fernsehen (Köln) HD / NDR HD (Niedersachsen)(zeitw.) - rbb Fernsehen Brandenburg HD - MDR Fernsehen (Sachsen-Anhalt) HD / NDR HD (Schleswig-Holstein)(zeitw.) - BR Fernsehen Süd HD / NDR HD (HH)(zeitw.) Radio: - N-Joy - NDR 1 MV SN - NDR 2 - NDR Info | 2,5      | D                                         | V                                          | 64-QAM (16-k-Modus)  | 1/2 | 19/128         | 18,2             | Heringsdorf(Usedom), Rostock-Toitenwinkel, Schwerin-Zippendorf, Garz(Rügen) |

### Digitales Fernsehen (DVB-T)
Die Ausstrahlung von Programmen im DVB-T-Modus endete mit der Umstellung auf DVB-T2HD am 8. November 2017.
| Kanal | Frequenz (MHz) | Multiplex                              | Programme im Multiplex | ERP (kW) | Antennendiagramm rund (ND)/ gerichtet (D) | Polarisation horizontal (H) / vertikal (V) | Modulationsverfahren | FEC | Guardintervall | Bitrate (MBit/s) | Gleichwellennetz (SFN)        |
| ----- | -------------- | -------------------------------------- | --- | -------- | ----------------------------------------- | ------------------------------------------ | -------------------- | --- | -------------- | ---------------- | ----------------------------- |
| 36    | 594            | ARD Digital NDR Mecklenburg-Vorpommern | - Das Erste (NDR) - NDR Fernsehen (Mecklenburg-Vorpommern) - MDR Fernsehen (Sachsen-Anhalt) / NDR Fernsehen (Schleswig-Holstein) (ztw.) - rbb Fernsehen (Brandenburg) | 1        | D                                         | V                                          | 16-QAM               | 2/3 | 1/4            | 13,27            | Heringsdorf (Usedom), Wolgast |
| 37    | 602            | ZDFmobil                               | - ZDF - 3sat - KiKA (6–21 Uhr) / ZDFneo (21–6 Uhr) - ZDFinfo | 1        | D                                         | V                                          | 16-QAM               | 2/3 | 1/4            | 13,27            | Heringsdorf (Usedom), Wolgast |